# تریوز فسفات ایزومراز
آنزیم تریوز فسفات ایزومراز (TPI یا TIM) نوعی آنزیم است که واکنش برگشت‌پذیر تبدیل متقابل ایزومرهای تریوز فسفات یعنی دی هیدروکسی استون فسفات و D-گلیسرآلدهید ۳-فسفات را کاتالیز می‌کند.

## اهمیت زیستی
این آنزیم در فرایند گلیکولیز نقش مهمی دارد و برای تولید مؤثر انرژی بسیار مهم است. آنزیم تریوز فسفات ایزومراز تقریباً در تمام ارگانیسم‌هایی که تاکنون از نظر آنزیمی بررسی شده‌اند، از جمله جانوران شامل پستانداران و حشرات و نیز در گیاهان، قارچ‌ها و باکتری‌ها یافت شده است. با این حال برخی باکتری‌هایی که گلیکولیز را انجام نمی‌دهند، مانند اوره آ پلاسماها (Ureaplasmas) فاقد این آنزیم هستند.
در انسان، کمبود این آنزیم با یک نقص عصبی پیشرونده شدید به نام «کمبود تریوز فسفات ایزومراز» همراه است. کمبود تریوز فسفات ایزومراز با کم خونی همولیتیک شدید خود را نشان می‌دهد. جهش‌های گوناگونی باعث بروز این بیماری می‌شوند که بیشتر آن‌ها مربوط به جهش در اسید گلوتامیک در موقعیت ۱۰۴ و تبدیل آن به اسید آسپارتیک است.
تریوز فسفات ایزومراز یک انزیم بسیار توانمند است و سرعت واکنش بالا را میلیاردها برابر افزایش می‌دهد. سرعت این آنزیم تنها به وسیله سرعت ورود و خروج سوبسترا به جایگاه فعال آن محدود می‌شود.

## ساختار
تریوز فسفات ایزومراز یک دایمر است که از دو زیرواحد مشابه تشکیل شده است. هر زیرواحد دارای ۲۵۰ اسید آمینه است.

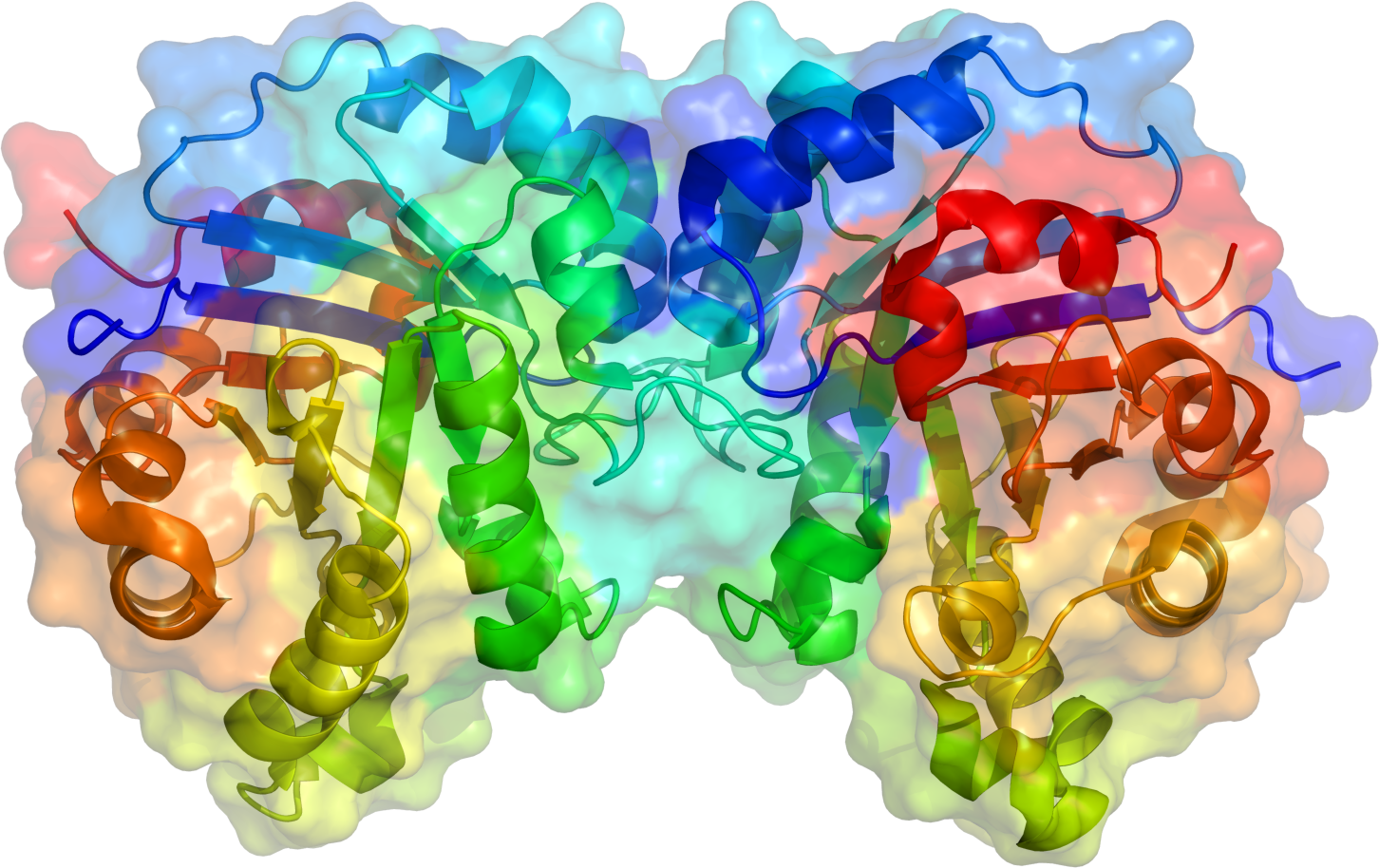
نمای جانبی ساختار دایمر تریوز فسفات ایزومراز